# Marc Roguet
Marc Roguet, född den 29 mars 1933 i Pargny i Frankrike, är en fransk ryttare.
Han tog OS-guld i lagtävlingen i hoppning i samband med de olympiska ridsporttävlingarna 1976 i Montréal.